# 1re cérémonie des Tony Awards
La 1re cérémonie des Tony Awards, initialement connus sous le nom de Antoinette Perry Awards pour l'excellence en théâtre, a eu lieu le 6 avril 1947, dans la grande salle de bal de l'Hôtel Waldorf-Astoria à New York 

## Cérémonie
La cérémonie, organisée par Brock Pemberton (en), a été diffusée sur la station de radio WOR et le Réseau mutuelle. Les prix ont obtenu leur surnom, « Tony », lors de la cérémonie quand Pemberton a remis un prix et l'a appelé un « Toni », se référant au surnom d'Antoinette Perry, cofondatrice du American Theatre Wing.

## Palmarès

### Meilleur acteur
- José Ferrer dans Cyrano de Bergerac
- Fredric March dans Years Ago

### Meilleure actrice
- Ingrid Bergman dans Jeanne de Lorraine
- Helen Hayes dans Happy Birthday (en)

### Meilleure actrice dans second rôle
- Patricia Neal dans Another Part of the Forest (en)

### Meilleur acteur dans second rôle
- David Wayne dans Finian's Rainbow

### Meilleure mise en scène
- Elia Kazan pour Ils étaient tous mes fils

### Meilleurs costumes
- Lucinda Ballard pour Happy Birthday (en),Another Part of the Forest (en), Street Scene, John Loves Mary, The Chocolate Soldier

### Meilleure chorégraphie
- Agnes de Mille pour Brigadoon
- Michael Kidd  pour Finian's Rainbow

### Meilleure partition originale
- Kurt Weill